# Praeichneumon
Praeichneumon är ett släkte av steklar. Praeichneumon ingår i familjen Praeichneumonidae.
Praeichneumon är enda släktet i familjen Praeichneumonidae.
Kladogram enligt Catalogue of Life:
| Praeichneumon | \| \| Praeichneumon townesi \| \| \| \| \| \| Praeichneumon transbaicalicus \| \| \| \| |
|               | \| \| Praeichneumon townesi \| \| \| \| \| \| Praeichneumon transbaicalicus \| \| \| \| |
|               | Praeichneumon townesi                                                                   |
|               |                                                                                         |
|               | Praeichneumon transbaicalicus                                                           |
|               |                                                                                         |